# M9 motorway
Der M9 motorway (englisch für ‚Autobahn M9‘) ist eine Hauptautobahn in Schottland. Sie verläuft von Edinburghs Stadtrand nach Dunblane. Sie tangiert die Orte Linlithgow, Falkirk, Grangemouth und Stirling.

## Beschreibung der Strecke
Die Straße ist ungefähr 33 Meilen oder 53 Kilometer lang und zweigt in Ratho bei Edinburgh von der M8 in nordwestlicher Richtung ab. Nach der Anschlussstelle der A8 bei Newbridge folgt der Autobahnzubringer zur Forth Road Bridge. Dieser war vor 2008 nur zur Hälfte fertiggestellt und zwei Meilen vor der Brücke ging der Verkehr auf die überlastete A8000 über. Die Verlängerung des Zubringers bis zur an die Brücke anschließenden Schnellstraße A90 wurde 2008 fertiggestellt.
Für eine Meile verläuft die M876 zur Kincardine Bridge auf gleicher Trasse. Kurz vor Stirling mündet die M80 ein. Beim Kreisverkehr nahe Dunblane endet die M9, von dort aus führt die A9 weiter bis nach Thurso am Nordende Schottlands.